# レイネル・エスピナル
- ライネル・エスピナル

レイネル・ジョセフ・エスピナル（Raynel Joseph Espinal、1991年10月6日 - ）は、ドミニカ共和国サンティアゴ州ビジャ・ゴンザレス出身のプロ野球選手（投手）。右投右打。北米独立リーグ・アトランティックリーグのロングアイランド・ダックス所属。

## 経歴

### プロ入りとヤンキース傘下時代
2012年9月にアマチュアFAでニューヨーク・ヤンキースと契約してプロ入り。
2013年にルーキー級ドミニカン・サマーリーグ（DSL）のDSLヤンキースでプロデビューを果たし、17試合に登板して5勝1敗2セーブ、防御率3.55を記録した。
2014年もルーキー級DSLヤンキースで20試合に登板し、2勝2敗12セーブ、防御率3.54を記録した。
2015年は登板がなかった。
2016年はルーキー級3球団とA-級の計4球団でプレーし、16試合登板（うち先発12試合）と主に先発として起用されたが、1勝10敗、防御率4.63という成績に終わった。
2017年はA級チャールストン・リバードッグス、A+級タンパ・ヤンキース、AA級トレントン・サンダーの3球団に所属。再びリリーフが中心となり、3球団合計で27試合（うち先発3試合）に登板。4勝2敗1セーブ6ホールド、防御率1.09と結果を残した。また、「MiLB.com」のファン投票によるマイナー最優秀救援投手に選出された。
2018年はAAA級スクラントン・ウィルクスバリ・レイルライダースに初昇格。41試合（うち先発3試合）に登板して7勝2敗2セーブ4ホールド、防御率3.09を記録した。
2019年もAAA級スクラントンでプレーしたが、シーズン途中の7月にトミー・ジョン手術を受けたため、残りのシーズンを欠場した。

### レッドソックス時代
2019年シーズン終了後にルール・ファイブ・ドラフトのマイナーリーグ・フェイズでボストン・レッドソックスに移籍した。
2020年は新型コロナウイルスの感染拡大の影響でマイナーリーグのシーズンが中止となったため、公式戦の出場はなかった。
2021年は、AAA級のウースター・レッドソックスで開幕を迎えた。8月30日に新型コロナウイルス関連の故障者リストに入ったマーティン・ペレスとマット・バーンズの代わりとしてメジャーに昇格し、同日のタンパベイ・レイズ戦でメジャーデビューを果たした（結果は2回を2被安打2失点）。翌31日に40人枠を外れてAAA級ウースターに戻された。以降は再昇格の機会はなかったが、AAA級ウースターでは23試合（うち先発21試合）に登板して11勝4敗、防御率3.55を記録した。シーズン終了後の11月7日にFAになった。

### ジャイアンツ傘下時代
2022年2月5日にサンフランシスコ・ジャイアンツとマイナー契約を結んだ。シーズンはAAA級のサクラメント・リバーキャッツで開幕を迎えた。

### カブス傘下時代
2022年7月31日にディクソン・マチャドとのトレードでシカゴ・カブスへ移籍した。8月16日にFAになった。

### レッズ時代
2022年8月18日にシンシナティ・レッズとマイナー契約を結んだ。9月11日にメジャー契約を結んでアクティブ・ロースター入りした。メジャーでは2試合に登板。オフの11月10日にFAとなった。

### ヤクルト時代
2022年12月5日に東京ヤクルトスワローズと契約したことが発表された。当初、背番号は58と発表されていたが、12月13日に99に変更になったことが発表された。
2023年は先発候補の一角として期待されていたが、一軍では3試合の登板で防御率5.40、二軍でも20試合の登板で3勝4敗、防御率5.11と振るわず、8月28日に自由契約となった。

### 独立リーグ時代
2024年2月20日にアトランティックリーグのロングアイランド・ダックスと契約を結んだ。

## 選手としての特徴
重心移動の際にやや沈み込むペドロ・マルティネスを彷彿とさせるスリークォーターが特徴。最速153キロの直球、スライダー、鋭く落ちるチェンジアップが武器で高い奪三振率を誇る。

## 詳細情報

### 年度別投手成績
| 年 度    | 球 団    | 登 板 | 先 発 | 完 投 | 完 封 | 無 四 球 | 勝 利 | 敗 戦 | セ 丨 ブ | ホ 丨 ル ド | 勝 率 | 打 者 | 投 球 回 | 被 安 打 | 被 本 塁 打 | 与 四 球 | 敬 遠 | 与 死 球 | 奪 三 振 | 暴 投 | ボ 丨 ク | 失 点 | 自 責 点 | 防 御 率 | W H I P |
| -------- | -------- | ----- | ----- | ----- | ----- | -------- | ----- | ----- | -------- | ----------- | ----- | ----- | -------- | -------- | ----------- | -------- | ----- | -------- | -------- | ----- | -------- | ----- | -------- | -------- | ------- |
| 2021     | BOS      | 1     | 0     | 0     | 0     | 0        | 0     | 0     | 0        | 0           | ----- | 8     | 2.0      | 2        | 0           | 1        | 0     | 0        | 0        | 0     | 0        | 2     | 2        | 9.00     | 1.50    |
| 2022     | CIN      | 2     | 0     | 0     | 0     | 0        | 0     | 1     | 0        | 0           | ----- | 22    | 4.2      | 6        | 1           | 1        | 0     | 0        | 5        | 0     | 0        | 4     | 4        | 7.71     | 1.50    |
| 2023     | ヤクルト | 3     | 0     | 0     | 0     | 0        | 0     | 0     | 0        | 0           | ----- | 20    | 5.0      | 1        | 1           | 5        | 0     | 0        | 4        | 0     | 0        | 3     | 3        | 5.40     | 1.20    |
| MLB：2年 | MLB：2年 | 3     | 0     | 0     | 0     | 0        | 0     | 1     | 0        | 0           | ----- | 30    | 6.2      | 8        | 1           | 2        | 0     | 0        | 5        | 0     | 0        | 6     | 6        | 8.10     | 1.50    |
| NPB：1年 | NPB：1年 | 3     | 0     | 0     | 0     | 0        | 0     | 0     | 0        | 0           | ----- | 20    | 5.0      | 1        | 1           | 5        | 0     | 0        | 4        | 0     | 0        | 3     | 3        | 5.40     | 1.20    |

- 2023年度シーズン終了時

### 年度別守備成績
| 年 度 | 球 団    | 投手（P） | 投手（P） | 投手（P） | 投手（P） | 投手（P） | 投手（P） |
| 年 度 | 球 団    | 試 合     | 刺 殺     | 補 殺     | 失 策     | 併 殺     | 守 備 率  |
| ----- | -------- | --------- | --------- | --------- | --------- | --------- | --------- |
| 2021  | BOS      | 1         | 0         | 1         | 0         | 0         | 1.000     |
| 2022  | CIN      | 2         | 0         | 1         | 0         | 0         | 1.000     |
| 2023  | ヤクルト | 3         | 0         | 1         | 0         | 0         | 1.000     |
| MLB   | MLB      | 3         | 0         | 2         | 0         | 0         | 1.000     |
| NPB   | NPB      | 3         | 0         | 1         | 0         | 0         | 1.000     |

- 2023年度シーズン終了時

### 記録

#### NPB
初記録
投手記録
- 初登板：2023年5月12日、対中日ドラゴンズ6回戦（明治神宮野球場）、7回表に3番手で救援登板、1回無失点
- 初奪三振：同上、7回表に細川成也から空振り三振

### 背番号
- 80（2021年）
- 75（2022年）
- 99（2023年 - 同年8月27日）